# Hjalmar
Hjalmar är ett nordiskt mansnamn som är sammansatt av ord med betydelsen ”hjälm” och ”krigare”. Den finska formen är Jalmari med kortformen Jari. Namnet har länge varit ovanligt, men från och med 2008 har det varit ett av de 100 vanligaste namnen bland nyfödda i Sverige. 
Förnamnet var populärt runt förra sekelskiftet, men var därefter mycket ovanligt i flera decennier. Det har ökat i popularitet i Sverige efter millennieskiftet, och under perioden 2008–2015 fick varje år över 120-180 pojkar namnet som tilltalsnamn, med en uppåtgående trend. Från och med 2008 var också namnet ett av de 100 mest vanliga namnen bland nyfödda pojkar (mellan 95:e och 80:e vanligaste).
I slutet av 2008 fanns det totalt 8 266 personer i Sverige som bar namnet, varav 1 448 hade det som tilltalsnamn.
Hjalmar har namnsdag den 16 januari i den svenska almanackan. I den finlandssvenska namnsdagslängden har Hjalmar namnsdag 20 november sedan starten 1929, då en egen namnsdagskalender togs i bruk för finlandssvenskar.

## Personer med namnet Hjalmar

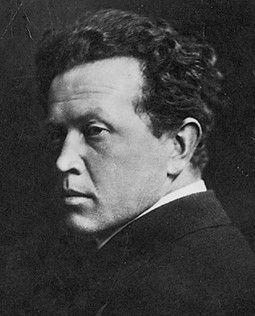
Hjalmar Bergman.

### Kända författare
- Hjalmar Bergman (1883-1931), författare till bland annat romanerna Chefen fru Ingeborg, Farmor och vår Herre, Clownen Jac och Markurells i Wadköping och pjäsen Swedenhielms.
- Hjalmar Gullberg (1898-1961), poet och översättare.
- Hjalmar Söderberg (1869-1941), författare till bland annat romanerna Doktor Glas, Martin Bircks ungdom och Den allvarsamma leken och pjäsen Gertrud.

### Övriga
- Hjalmar den hugstore, sagokung
- Hjalmar Andersen (”Hjallis”), norsk skrinnare
- Hjalmar Andersson, terränglöpare
- Hjalmar Bergström, längdskidåkare
- Hjalmar Branting, socialdemokratisk statsminister
- Hjalmar Cedercrona, gymnast, OS-guld i lag 1908
- Hjalmar Danell, teolog
- Hjalmar Edgren, svensk-amerikansk lingvist, högskolerektor
- Hjalmar Ekdal, svensk fotbollsspelare
- Hjalmar Frisk, lingvist, universitetsrektor
- Hjalmar Hammarskjöld, ämbetsman, politiker och professor
- Hjalmar Högquist, utomäktenskaplig son till kung Oscar I
- Hjalmar Johansson, simmare, simhoppare, OS-guld i simhopp 1908
- Hjalmar Karlsson, seglare
- Hjalmar Klarkvist, bandyspelare
- Erik Hjalmar Linder, författare
- Hjalmar Lindroth, språkvetare
- Hjalmar Lindroth, teolog
- Hjalmar Lundbohm, geolog, kemist och företagsledare
- Hjalmar Lundin, brottare
- Hjalmar Mehr, socialdemokratisk politiker
- Hjalmar Meissner, dirigent
- Hjalmar Mellander, friidrottare
- Hjalmar Mörner, målare, tecknare och grafiker
- Hjalmar Nilson i Spånstad, svensk politiker (Bf), konsultativt statsråd
- Hjalmar Nilsson, socialdemokrat och landshövding
- Hjalmar Nordling, finländsk författare
- Hjalmar Procopé, finländsk poet
- Hjalmar J. Procopé, finländsk politiker
- Hjalmar Rantanen, sverigefinsk fackligt aktiv och före detta kommunist
- Hjalmar Schacht, tysk politiker och finansexpert
- Hjalmar Selander, skådespelare, regissör, teaterdirektör
- Hjalmar Stolpe, entomolog, arkeolog, etnograf, forskningsresande och tecknare
- Hjalmar von Sydow, jurist och politiker
- Hjalmar Westring, ämbetsman och politiker
- Hjalmar Öhrwall, professor i fysiologi

## Fiktiva
- Hjalmar från Viby, Peter Flacks revyfigur.